# Paratropes biolleyi
Paratropes biolleyi är en kackerlacksart som först beskrevs av Henri Saussure och Leo Zehntner 1893.  Paratropes biolleyi ingår i släktet Paratropes och familjen småkackerlackor. Inga underarter finns listade i Catalogue of Life.